# 高山正喜久
高山 正喜久（たかやま まさぎく、1918年 - 2017年2月10日）は、日本のデザイン学者。筑波大学名誉教授。
岡山県生まれ。1937年岡山県師範学校卒、東京高等師範学校卒、1951年東京文理科大学文学部卒、1955年早稲田大学第二理工学部卒、1972年東京教育大学助教授、1974年筑波大学教授、1982年定年退官、名誉教授、1981年～1986年桑沢デザイン研究所所長。2001年日本デザイン学会特別賞。日本デザイン学会名誉会員。

## 著書
- 『ひとりで学べる中学生の図画工作の先生』昇龍堂出版 1957
- 『1日1問中学図画工作の基本応用問題研究 あらゆる問題とまとめと補説』学生社 1958
- 『材料と構造 デザインの基礎』岩崎書店 中学生の工作全集 1959
- 『建造物の工作』岩崎書店 中学生の工作全集 1960
- 『日曜大工百科』東都書房 1960
- 『立体構成の基礎』美術出版社 1965
- 『デザイン技法講座 第2 ベーシックデザイン立体構成』美術出版社 1966
- 『立体構成』開隆堂出版 実践造形教育シリーズ 1994

### 共編著・監修
- 『中学校学習指導要領の展開 第1 美術科編』田原輝夫,斉藤清共著 明治図書出版 1958
- 『工作と模型の図鑑』林健造,熊本高工共著 講談社 1960
- 『アイデアを育てる学校工作』岡田清一,佐藤諒共編著 日本学校工作普及会 1965
- 『デザイン教育大系 第3 基礎デザイン 立体』編 誠信書房 1967
- 『中学校美術科基本的事項の指導 美術科の授業改造 2 (デザイン・工芸編)』国領経郎共編 明治図書出版 1971
- 『新しい図画工作科の指導 新学習指導要領の解説と展開』代表著者 開隆堂出版 1977
- 『教育学講座 第13巻 造形と音楽の教育』真篠将共編著 学習研究社 1979
- 『デザイン教育大事典』監修 鳳山社 1989

## 注
1. ↑  昌之, 君島 (1991). “高山正喜久先生: 日本デザイン学会名誉会員・高山正喜久先生へのインタビュー”. デザイン学研究 1991 (83):  9–10. doi:10.11247/jssdj.1991.9_1.
2. ↑  『立体構成の基礎』著者紹介
3. ↑  桑沢デザイン研究所同窓会